# The Presence (film)
The Presence è un film del 2010 diretto da Tom Provost. 
Film horror statunitense con Mira Sorvino nel ruolo della protagonista.

## Trama
Una giovane scrittrice si è ritirata su un'isola semideserta in cui possiede un cottage ereditato da sua nonna, con lo scopo di lavorare in completa solitudine; l'unico collegamento con la terra ferma è un uomo che le porta le provviste una volta a settimana. Il cottage non ha il bagno al suo interno, ma per il resto è dotato di ogni comfort. Sull'isola accade tuttavia qualcosa di strano: un fantasma muto segue la donna in qualsiasi punto della casa, senza mai manifestarsi a lei ma osservandola sempre molto da vicino; inoltre, ogni volta che va lei in bagno all'esterno, delle pietre le vengono scagliate contro senza che si capisca chi è a lanciarle. Dopo alcuni giorni il suo fidanzato la raggiunge senza aver avvisato: in un primo momento le cose vanno benissimo, tra i due si sviluppa una forte intesa e lui le fa addirittura la proposta di matrimonio nel bosco. Lei è titubante ad accettare a causa delle esperienze estremamente negative avute con gli uomini della sua famiglia.
Proprio quando lei sta rifiutare la proposta, lui rischia di cadere in un burrone: lo sforzo di salvarlo fa ricredere la donna, che dunque accetta la proposta; nel trambusto l'anello di fidanzamento viene perso. Una volta tornati a casa, tuttavia, i due iniziano ad essere completamente in balia di un secondo fantasma, il quale tenta di entrare nelle loro menti e rovinare per sempre la loro relazione. Lo spirito fa leva sul passato della donna, un tempo abusata sistematicamente da suo padre, e crea una distanza sempre maggiore fra i due portando verso un'inevitabile rottura. Il sentimento positivo fra i due è tuttavia molto forte, e l'energia negativa del fantasma potrebbe non bastare a raggiungere i suoi scopi: per questo motivo lo spirito tenta di coinvolgere anche l'altro fantasma, che fino a quel momento è rimasto in disparte senza mai intervenire nella vita della sua ignara coinquilina.

## Produzione
Il film è stato girato in Oregon, presso la Mount Hood National Forest. Il budget speso per la produzione ammonta a 1 milione di dollari.

## Accoglienza
Giancarlo Zappoli di Mymovies assegna 3 stelle su 5 all'opera, affermando: "È proprio agli spettatori che il regista si rivolge chiedendo loro di avere pazienza, di saper leggere i segni che vengono lasciati sul cammino in attesa di una progressione che vedrà entrare in campo elementi inattesi che lasceranno comunque intatta la sensazione di aver assistito a qualcosa di più di una banale storia di fantasmi". Di contro, gli utenti che hanno scelto di valutare l'opera attraverso la medesima piattaforma hanno avuto un responso unanimemente negativo verso il film, al punto che Mymovies non ne consiglia pienamente la visione.